# Mark Stewart (músico)
Mark Stewart (Bristol, 10 de agosto de 1960 - 21 de abril de 2023) fue un cantante británico y miembro fundador de The Pop Group. Pionero del post-punk y el hip-hop industrial, ha grabado para los sellos On-U Sound y Mute Records.

## Carrera
Stewart comenzó su carrera musical en 1977 como fundador de The Pop Group, una banda cuya experimentación sonora, convicción política y disposición a colaborar sentaron las bases para su trabajo posterior.
The Pop Group se separó en 1981, con Stewart mudándose a Londres para pasar a formar parte del grupo de bandas del sello On-U Sound como integrante de los New Age Steppers. On-U se convirtió en un punto focal de un conjunto diverso de redes: punks, artistas de reggae del Reino Unido y Jamaica y cultores del free-jazz. Su primer lanzamiento posterior a Pop Group fue en 1982 bajo el nombre de 'Mouth 2', un sencillo titulado "Who's Hot"  Siguieron dos lanzamientos con otros artistas de On-U bajo el nombre de 'Mark Stewart & The Maffia': el EP Jerusalém en 1983 y el álbum de 1983 Learning to Cope with Cowardice.
En 1985 lanzó As the Veneer of Democracy Starts to Fade, un álbum donde según la revista Trouser Press "abandona el reggae por un matrimonio desorientador de ritmos pesados y electrónica disonante que no se diferencia de los primeros trabajos de Cabaret Voltaire". Wilson Neate de AllMusic expresó que se trataba de "otro vistazo al sombrío mundo de la disidencia política y sónica de Stewart. LeBlanc, McDonald y Wimbish contribuyen a una temible colisión de ruido industrial, electrónica abrasiva y funk pesado que sirve como banda sonora de las obsesiones líricas de Stewart: la vigilancia, el complejo militar-industrial, la opresión y la inequidad económica". El músico Julian Cope opinó que el álbum es "un clásico de cinco estrellas" y "uno de los mejores discos jamás realizados, estando a la altura de Y de The Pop Group como uno de los discos más innovadores de los últimos 25 años".
Posteriormente Stewart hizo varios álbumes bajo su propio nombre y colaboró con artistas como Trent Reznor de Nine Inch Nails, Tricky, Massive Attack, Chicks on Speed, ADULT. y Primal Scream. En 2005, lanzó una colección de sus mejores trabajos en Soul Jazz Records titulada Kiss the Future.
Stewart fue muy conocido en varios países europeos y en Japón. Estuvo involucrado en un documental filmado por Tøni Schifer, "On/Off – Mark Stewart – from The Pop Group to the Maffia", que incluía entrevistas con Nick Cave, Daniel Miller, exmiembros de Pop Group, Adrian Sherwood, Skip McDonald, Doug Wimbish, Keith LeBlanc, Fritz Hart (23 Skidoo) y otros. El estreno tuvo lugar en el East End Film Festival en abril de 2009.
Este historial de pioneros anárquicos llevó a Nick Cave a declarar que Stewart, como miembro de The Pop Group, "cambió todo". Reflexionando sobre su legado, Stewart comentó: "Pensé que estaba haciendo música funk, pero una canción de Veneer of Democracy supuestamente inspiró a todos los músicos industriales estadounidenses [sic], como Front Line Assembly y Skinny Puppy, mientras que otra canción supuestamente inspiró a los chicos de Bristol. Pasa todo el tiempo. Tengo esta sensación de que nada es sagrado, así que montaré una línea de guitarra de Slayer sobre ritmos de gabba de Rotterdam. Para mí, es como los colores. Crecí haciendo montajes; como hice un collage de la cabeza de Ronald Reagan en un vaquero porno gay. De hecho, nunca he crecido en absoluto. Todavía estoy tratando de poner cosas redondas en agujeros cuadrados".
En 2011, Stewart colaboró con el artista y escritor neoyorquino Rupert Goldsworthy, formando The New Banalists Orchestra, un colectivo que presenta una gran cantidad de artistas y asociados de renombre, incluidos el poeta John Sinclair, el músico Youth, David Tibet, Penny Rimbaud y Eva Libertina. Su única producción hasta la fecha, titulada "Mammon", fue lanzada en 2011.
Stewart se mantuvo activo en una serie de proyectos en solitario y colaboraciones. En 2013, escribió y contribuyó con la voz de "Culturecide" de Primal Scream, una pista que apareció en More Light y en 2014 produjo y proporcionó la voz para "Shame & Pain", una pista que contó con Thurston Moore y formó parte de un proyecto compilatorio de Jeffrey Lee Pierce.

## Muerte
Stewart murió el 21 de abril de 2023, a la edad de 62 años. La noticia fue dada a conocer por su sello, Mute Records, quien expresó: «El mundo cambió gracias a Mark Stewart, nunca será el mismo sin él». Daniel Miller, fundador de Mute, agregó: «Su influencia musical fue mucho mayor de lo que suele reconocerse. Siempre se encargó de darle ánimo a los artistas jóvenes, especialmente a aquellos que vivían en Bristol; muchos se han convertido en estrellas mundiales».

## Discografía solista
- Learning to Cope with Cowardice (1983)
- As the Veneer of Democracy Starts to Fade (1985)
- Mark Stewart (1987)
- Metatron (1990)
- Control Data (1996)
- Kiss the Future (2005)
- Edit (2008)
- The Politics of Envy (2012)
- VS (2022)